# Herwarth Walden

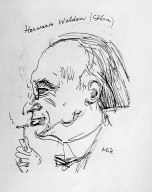
Szkic autorstwa Emila Orlíka

Herwarth Walden, właśc. Georg Lewin (ur. 16 września 1878 w Berlinie, zm. 31 października 1941 w Saratowie w Rosji) – niemiecki pisarz, wydawca, galerysta, muzyk i kompozytor. Jeden z najważniejszych propagatorów europejskiej awangardy na początku XX wieku (m.in. ekspresjonizmu, futuryzmu, dadaizmu, wczesnej abstrakcji, Neue Sachlichkeit). W latach 1903–12 mąż poetki Else Lasker-Schüler.
Między 1910 a 1932 rokiem Walden wydawał założone razem z Alfredem Döblinem czasopismo Der Sturm, które niemal natychmiast stało się jedną z najważniejszych "instytucji" ekspresjonizmu. Do jego literackich współpracowników zaliczali się m.in. Peter Altenberg, Max Brod, Richard Dehmel, Anatole France, Knut Hamsun, Arno Holz, Karl Kraus, Selma Lagerlöf, Adolf Loos, Heinrich Mann, Paul Scheerbart, René Schickele. Przez pierwszy rok istnienia Der Sturm jego współredaktorem był przebywający wtedy w Berlinie Oskar Kokoschka, który nie tylko publikował tu swoje teksty (w tym dramat Mörder, Hoffnung der Frauen), ale przede wszystkim wiele wczesnych rysunków, dominując na pewien czas szatę graficzną pisma.
Po dojściu Hitlera do władzy, zagrożony przez Gestapo, zbiegł do Moskwy, gdzie pracował jako nauczyciel i wydawca. Jednak jego poglądy wkrótce przyczyniły się do podejrzeń ze strony reżimu stalinowskiego, który awangardę utożsamiał z faszyzmem. Walden został aresztowany przez NKWD i zmarł w październiku 1941 roku w sowieckim więzieniu w Saratowie.